# Claire de Chavagnac-Brugnon
 (août 2016).
Claire de Chavagnac-Brugnon, nom de naissance Claire de Chavagnac, est une artiste plasticienne française, née à Lannion en 1950. Elle vit et travaille entre Paris et la Bretagne dans les Côtes-d'Armor.

## Biographie
Elle passe son enfance en Bretagne puis sa famille s'installe à Paris. Elle y suit alors l'enseignement de l'atelier préparatoire aux écoles d'art Martin-Taboultier tenu par l'épouse du sculpteur Étienne-Martin et intègre l'école de design et architecture CAT Camondo[Quoi ?] en 1969. Mère de trois filles, elle suit son époux Pierre Brugnon en Bourgogne en 1983, puis aux États-Unis de 1987 à 1990.
En 1991 et 1992, elle travaille aux Opéras de Paris dans les départements de confection des décors et au bureau d'étude. Elle poursuit en parallèle des études à l'École nationale des beaux arts de Paris, atelier Ouanes Amor et aux Ateliers des beaux arts de la ville de Paris en sculpture, lithographie, gravure. En 1993 elle enseigne les arts plastiques dans l'école professionnelle Afedap dont elle crée et dirige la section décor éphémère jusqu'en 1999.
Elle ouvre son atelier de peinture et sculpture en 1996 et développe son travail d'artiste plasticienne. Ce travail comprend essentiellement des œuvres sur papier, dont la série des Plumes et des « Anonymes » 1998 à 2001, ainsi que des travaux en volume mêlant céramique, métal, corde, bambou pouvant utiliser l'eau (photos 5,6,7). Pour une commande publique, elle réalise une œuvre comprenant 5 jeux d'eau installés en 2003 dans le Jardin des Arts de Nontron en Dordogne (quelques photos de dessin et volume de cette époque.

## Expositions et commandes particulières

### Expositions personnelles
2018
- Amelie, Maison d'art, Paris, France

2016
- Galerie Zeuxis, Paris, France

2015
- Galerie Audrey Marty, Impressions d'Asie, Saint-Malo, France
- Jos Joos Art and Design Gallery, Bruxelles, Belgique

2014
- Galerie Réjane Louin, Jour à jour, Locquirec, France
- Nassau 42 Fine Arts Gallery, Anvers, Belgique

2013
- Chapelle Saint-Laurent, Ligne de temps, Plouguerneau
- Galerie LdeO&CO, Chine 2012, Paris
- Barnes International, Neuilly-sur-Seine

2012
- Jos Joos Art and Design Gallery, Bruxelles, Belgique
- Galerie FPL, Royan

2010
- Galerie Le Salon français des arts, Paris

2009
- « On the Way to Albuquerque », Galerie 3F, Paris

2006
- « Regards », Sauveterre-de-Guyenne
- « Troncs communs », centre culturel de Ty an Holl, Plestin-les-Grèves

2003
- Galerie le Pravda, Paris

2001
- « Cratères », pièces en céramique, Carlin Gallery, Paris

### Expositions collectives
2016
- Abstract Project 70 ans Réalités nouvelles
- Musée Géo-Charles Cent papiers, Echirolles
- Paper Paris avec la Galerie Réjane Louin

2015
- Cabinet de dessins, sélection de la Galerie Réjane Louin à la Galerie Polaris,
- CAF.N 2015, Saitama-shi, Saitama-ken, Japon

2014
- CAF.N 2014, Sendai, Japon
- « Omaggio a Ricardo Licata », Palazzo della Rocchetta, Ferrara, Italie

2012
- « Abstraction, trois artistes au Château Tallard », Tallard
- Galerie Olivia Ganancia, Paris
- Musée de Panjin et musée de Hainan, Chine

2011
- « Couleur », galerie associative Les Moyens du bord, Morlaix
- « 20 artistes les pieds dans l'eau », encres et dessins,
- Galerie Réjane Louin, Locquirec
- « Encre, dessins, œuvres sur papier », galerie Pascaline Mulliez, Paris

2010
- « Artistes au féminin », galerie le Salon français, Paris

2009
- Galerie Peinture fraîche, Paris
- Musée d’art contemporain, Chamalières
- Musée national d'art contemporain, Damas, Syrie

2008
- « Paris / Damas : regards croisés », Institut du monde arabe, Paris

2006
- « Multiple 3 » gravures et livres d’artiste, musée de la Prébendale, Saint-Pol-de-Léon

2003
- Salon international de la céramique contemporaine, musée de la Ceramica, Faenza, Italie

2001
- Musée d'histoire naturelle, 6e biennale internationale de sculpture, Paris

1998
- Salon des artistes naturalistes de Paris, musée d'histoire naturelle, Paris, foires internationales d'art contemporain
- Jos Joos Bruxelles, AAF Brussel 2014, 2015, 2016
- Nassau 42 Gallery d'Anvers,  Antique & Art Fair du Luxembourg 2014, 2015
- Galerie Audrey Marty Saint Malo, ART UP Lille 2015
- Galerie Olivia Ganancia Paris, Salon AAF Stockholm, Bruxelles, Amsterdam 2011,2012, 2013 ART UP Lille 2014
- Galerie Pascaline Mulliez Paris, Art on Paper, Bruxelles, Hot Art Fair, Bâle 2010

### Réalisations en commande publique
- 2003 : Cinq Jeux d’eau pour « Le Jardin des arts » à Nontron (Dordogne), France

### Réalisations en commandes privées
- 2012 - 2015 - et encours pour 2017
- Collaboration avec Aventures des toiles pour les collections d'hiver 2012, été 2015 et 2017
- 1993 : Peinture murale (8 x 3,5 m) pour la fondation Paul Parquet, Neuilly-sur-Seine, France

## Édition, mode et audiovisuel

### Édition
- 2014 : publication de la monographie : La Texture du temps (The Texture of Time) aux éditions Lelivredart, texte d'introduction de Denis Hirson, poèmes de Noreen Vignoles.
- 2008 : Textes et dessins pour Paris / Damas : regards croisés[réf. incomplète]
- 2002 : Time waste the waiting and Poésie/Poetry, avec la poétesse Noreen Vignoles
- 2002 : Un après-midi au bord de l’eau, L’Équilibriste

### Mode
Les œuvres Les Cactus de l'Arizona (2010), La Manavgat (2011) et Garance (2015) ont inspiré trois collections différentes du créateur François Gadrey de la maison Aventures des toiles[réf. nécessaire].

### Audiovisuel
Ses œuvres ont figuré dans l'émission Thé ou Café de Catherine Ceylac sur France 2 en 2010, 2012 et 2015[réf. nécessaire]
Elles ont également été choisies comme décors pour un épisode de la série Candice Renoir[réf. nécessaire].